# Fin del camino (Thunderbirds)
Fin del camino es el 9.º episodio de la primera temporada de los Thunderbirds, serie de televisión de Gerry Anderson para Supermarionation fue el 14.º episodio producido. El episodio salió al aire primero en ATV Midlands el 25 de noviembre de 1965. Fue escrito por Dennis Spooner y dirigido por David Lane.

## Sinopsis
En una cordillera en Asia, una compañía de construcción de caminos se esfuerza por completar su contrato antes de la llegada de la estación del monzón. En medio de temblores sísmicos, el cofundador se aventura a las montañas para destruir la piedra caída en el camino recientemente hecho y acabar el proyecto. Pero cuando él es agarrado por las explosiones queda atrapado en su vehículo que está balanceando en el borde de un precipicio, el Rescate Internacionales debe mantener su identidad en secreto, ya que la víctima es un viejo amigo de Tin-Tin…

## Argumento
Al borde de una cordillera en el Sudeste de Asia, Eddie Houseman, el cofundador de la Compañía Constructora Gray & Houseman, dirige la operación para construir un camino a través de una montaña, destruyendo las piedras con proyectiles explosivos. Observando que su objetivo ha sido completado, él ordena a sus colegas, Cheng y Taylor, manejar su Tractor de Explosivos a través de la incisión, pero una avalancha de rocas los obliga a retroceder.
Entretanto, el Vehículo Constructor de Caminos de multicarril de la compañía sigue la ruta que ya se ha planeado. Después de que el Tractor de Explosives regresa al interior del vehículo, Eddie es felicitado por su compañero comercial, Bob Gray que está seguro de que ellos completarán el camino montañés dentro de la fecha tope del contrato, y antes del inicio de la estación del monzón. Eddie quiere encontrarse a una vieja amiga para una fiesta, y esa persona no es ninguna otra que Tin-Tin Kyrano.
En la Isla Tracy, Jeff ansiosamente inicia Operación Camuflaje mientras un jet de reacción toca inesperadamente la pista de aterrizaje. Tin-Tin se asombra porque el piloto resulta ser Eddie. Alan, sin embargo, esta amargamente celoso mientras la pareja pasa la tarde juntos, y la cosa empeora ya que Virgil y Gordon lo están fastidiando. Tin-Tin le pregunta a Eddie sobre el éxito con el proyecto de su compañía.
En el camino, sin embargo, Lester, otro empleado de la compañía, le muestra las preocupantes lecturas del sismógrafo a Bob. Mientras ellos investigan desde un helijet, ellos notan que las paredes del corte son peligrosamente débiles y comprenden que las inminentes lluvias del monzón destruirán el camino completamente.
Eddie se entera de los problemas y rápidamente parte de la Isla Tracy, mientras dice adiós a Tin-Tin y dejándola acongojada. Habiendo regresado al camino, Eddie busca con Bob la solucione al problema. Eddie sugiere que él ponga unas cargas para destruir la cima de la montaña y que los restos caigan del otro lado del camino. Bob, como el socio mayoritario, desecha la idea por ser demasiado peligrosa y elige continuar el trabajo por la primavera, aunque ellos perderán el contrato y posiblemente se irán a la quiebra. En la Isla Tracy, Alan es indiscreto al intentar consolar a Tin-Tin, pero la Abuela promete ayudarlo.
Durante la tormentosa noche, Eddie calladamente sale a la cima de la montaña en el Tractor de Explosivos mientras sus colegas están dormidos. Él detiene el vehículo en un acantilado sobre el corte, con un taladro hace una serie de agujeros estratégicamente colocados y coloca una carga en cada uno. Entretanto, Eddie no está cuando Lester previene a Bob sobre los temblores más fuertes. Bob advierte a Eddie con la radio de un posible derrumbe, pero esto solo lo incita a detonar las cargos con su tractor en el acantilado. Su plan tiene éxito y el material se destruye fuera del corte, excepto un derrumbe que le pega al tractor y el vehículo queda colgando por su lado izquierdo al borde del precipicio, con Eddie que es incapaz de moverse sin perturbar el equilibrio del camión. Para empeorar la situación, si el camión cae una carga de explosivos a bordo detonara.
Bob llama a Rescate Internacional para que los ayude y su transmisión es contestada por John a bordo del Thunderbird 5. Jeff envía a Scott en el Thunderbird 1 y Virgil y Alan en el Thunderbird 2 a pesar de la amenaza de que Eddie pueda identificarlos. Entretanto, la Abuela le dice a Tin-Tin que Alan fue enviado a tomar parte en el rescate a pesar de estar enfermo (cosa que no es cierta).
Scott dispara un juego de lanzas de metal en la piedra sobre el tractor para impedir que más rocas desequilibren el vehículo. El Thunderbird 2 llega y Virgil y Alan bajan las agarraderas magnéticas, pero cuando la nave intenta sujetarlo las turbinas descendentes empiezan a inclinar el vehículo alarmantemente. Scott maniobra el Thunderbird 1 bajo el tractor para evitar que se caiga al ser alcanzado por el Thunderbird 2. Sin embargo, el vehículo es demasiado pesado para las agarraderas y cae a la tierra pero no antes de que Eddie pueda saltar. El camión explota sin peligro.
Los colaboradores alaban a Eddie por despejar el camino y el contrato. El hombre rescatado está esperando expresar su gratitud a Rescate Internacional, pero las naves de los Thunderbird ya están dejando la escena. Mientras Jeff descubre que sus hijos completaron el rescate sin revelar su identidad, Tin-Tin llama a Alan para expresar su preocupación por su salud, y está de acuerdo en hablar con él en cuanto llegue casa.

## Reparto

### Reparto de voz regular
- Jeff Tracy — Peter Dyneley
- Scott Tracy — Shane Rimmer
- Virgil Tracy — David Holliday
- Alan Tracy — Matt Zimmerman
- Gordon Tracy — David Graham
- John Tracy — Ray Barrett
- Grandma Tracy — Christine Finn
- Tin-Tin Kyrano — Christine Finn
- Kyrano — David Graham

### Reparto de voz invitado
- Eddie Houseman — Ray Barrett
- Cheng — David Graham
- Chuck Taylor — Matt Zimmerman
- Ingeniero — David Graham
- Bob Gray — David Graham
- J.B. Lester — Ray Barrett

## Equipo principal
Los vehículos y equipos vistos en el episodio son:
- Thunderbird 1
- Thunderbird 2 (llevando la Vaina 2)
- Thunderbird 5
- Vehículo Constructor de Caminos
- Camión de Explosivos
- Helijet

## Errores
- Las gotas de lluvia en la cara de Eddie y los otros empleados de la compañía durante la tormenta son desproporcionadamente grandes.